# Sloothaak
Een sloothaak, ook wel krooshekkel of togelhaak genoemd, is een stuk gereedschap dat wordt gebruikt bij het schonen van watergangen.
De haak heeft een metalen gedeelte met vier tot acht brede tanden van ca. tien centimeter lang. Het is  bevestigd aan een houten steel die tot vier meter lang kan zijn. De sloothaak wordt gebruikt bij het verwijderen van waterplanten en ander ongerief dat de doorstroming van het water zou kunnen belemmeren.